# 魏爾巴赫河 (梅納赫河支流)
48°55′35″N 12°40′17″E / 48.92629°N 12.671437°E
魏爾巴赫河（德語：Weiherbach）是德國的河流，位於該國東南部，由巴伐利亞負責管轄，屬於梅納赫河的左支流，河道全長2公里，流域面積1.3平方公里。